# لیگ عدالت در برابر تایتان‌های نوجوان
لیگ عدالت در برابر تیتان‌ها (انگلیسی: Justice League vs. Teen Titans) یک فیلم ویدئویی پویانمایی در سبک ابرقهرمانی به کارگردانی سام لیو است که در سال ۲۰۱۶ منتشر شد.

## خلاصه داستان
ترایگان (کمیک) کنترل ذهن لیگ عدالت را به دست می گیرد و آنها را تبدیل به شیاطین جامعه گریز می کند و این وظیفه ی تایتان‌های نوجوان است که با این شیاطین مبارزه کنند ......

## صداپیشگان
- استوارت آلن در نقش دیمین وین / رابین
- تیسا فارمیگا در نقش ریچل راث / ریون
- جان برنثال در نقش ترایگان
- برندون سو هو در نقش گارفیلد لوگان / بیست بوی
- جیک تی. آستین در نقش جیمی ریس / بلو بیتل
- جیسون اومارا در نقش بروس وین / بتمن
- شیمار مور در نقش ویکتور استون / سایبورگ
- کاری والگرن در نقش کوریاند'ر / استارفایر
- شان ماهر در نقش دیک گریسون / نایت وینگ
- جری اوکانل در نقش کلارک کنت / سوپرمن
- رزاریو داوسون در نقش پرنسس دایانا / واندر وومن
- کریستوفر گورهام در نقش بری آلن / فلش
- استیون بلوم در نقش لکس لوتر
- ترنس سی کارسون در نقش رأس‌الغول
- ریک دی. واسرمن در نقش وِدِر ویزرد، سالومون گراندی، اتامیک اسکال